# Stenkranen i Santander
Stenkranen (Grúa de Piedra) vid kajen i Santander, Spanien, är en gammal hamnkran som var i kommersiellt bruk från 1900 till slutet av  1900-talet. Den är ett industriellt minnesmärke och har blivit en symbol för stadens hamnkvarter. Kranen når 14 meter över kajen och lyftkabelns längd är 23 meter. Den väger 48 ton, varav 34 ton är motvikter på baksidan av kranen. Kranen reparerades 2016–2017 till en kostnad av drygt 150 000 euro, varefter den fick en festlig återinvigning.

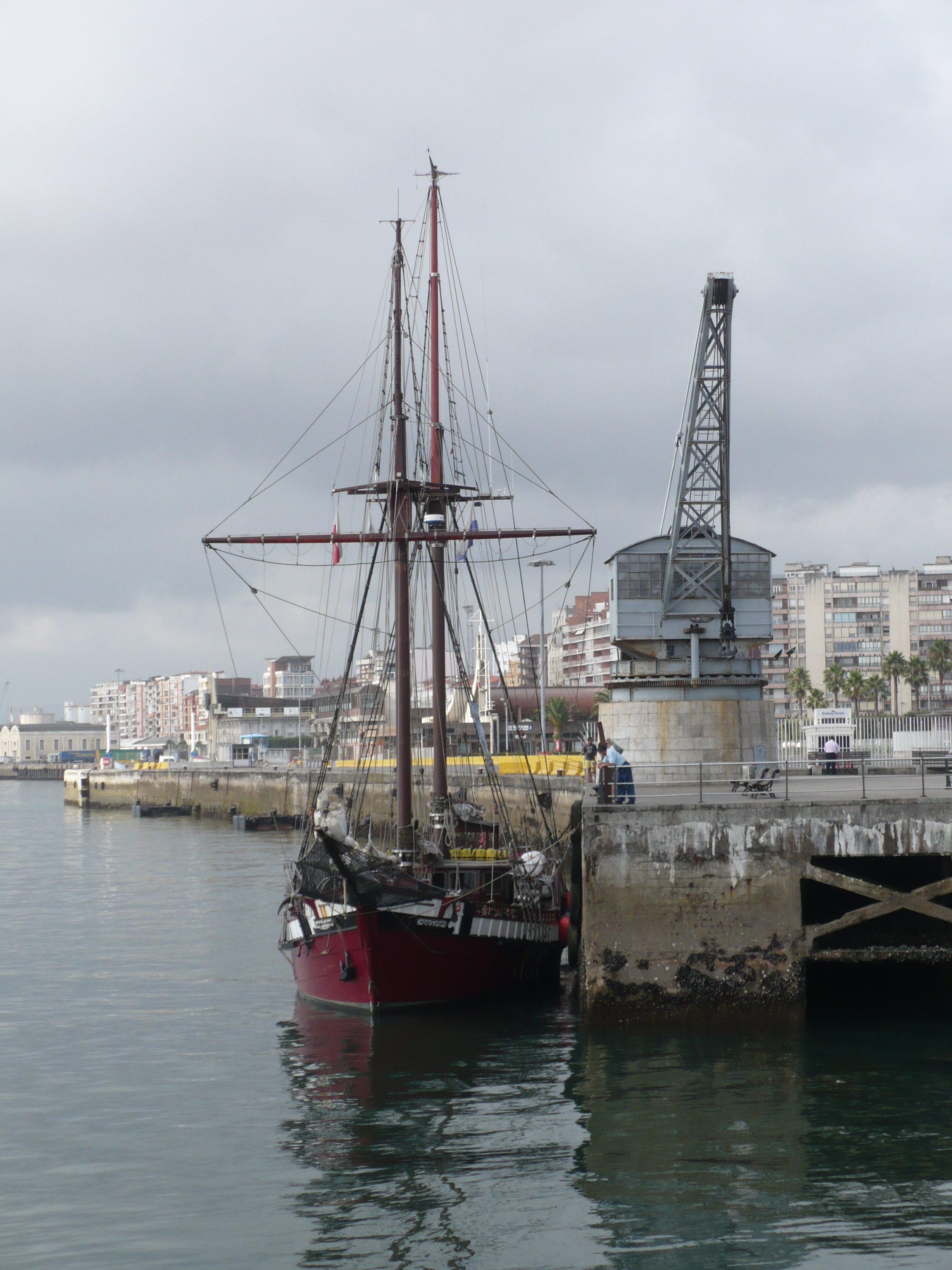
Skeppet Atyla vid Stenkranen i Santander.